# Inga nubigena
Inga nubigena är en ärtväxtart som beskrevs av A.R.Molina. Inga nubigena ingår i släktet Inga och familjen ärtväxter. Inga underarter finns listade i Catalogue of Life.